# Elvira Cuervo de Jaramillo
Elvira Cuervo de Jaramillo (Bogotá, 7 de abril de 1941) es una política y diplomática colombiana. 
Fue directora del Museo Nacional de Colombia por 13 años, Embajadora de Colombia ante las Naciones Unidas y ministra de Cultura de Colombia durante el gobierno del presidente Álvaro Uribe.

## Trayectoria
En las elecciones legislativas de Colombia de 1986, Cuervo de Jaramillo ha sido representante a la Cámara, donde ocupó la vicepresidenta de la Comisión de Asuntos Constitucionales; fue diputada y vicepresidenta de la Asamblea Departamental de Cundinamarca; coordinadora nacional de la campaña presidencial del candidato conservador Álvaro Gómez Hurtado.
En el ámbito cultural local fue vicepresidenta y directora del Museo del Chicó; Embajadora representante de Colombia ante la Organización de las Naciones Unidas (ONU); secretaria de la Secretaría de Educación de Cundinamarca; directora del Bienestar Social del Distrito; presidenta de la Sociedad de Mejoras y Ornato de Bogotá; vicepresidenta de la Sociedad Nariñista de Colombia; miembro correspondiente de la Academia Colombiana de Historia y de la Academia de Historia de Bogotá y miembro de la Junta Directiva de la Corporación Minuto de Dios y de otras instituciones.

### Directora Museo Nacional de Colombia
Fue directora del Museo Nacional de Colombia entre los años 1992 y 2005, y donde promocinó exposiciones internacionales como Sorolla en gran formato, Eugene Boudin, Henry Moore, Picasso en Bogotá, Obras Maestras de la pintura europea. Colección Rau, Rembrandt y "Egipto: el paso a la eternidad". Entre su gestión estuvo la iniciativa de llevar a nivel regional exhibiciones de una selección de colecciones a los museos de las principales ciudades de Colombia, incluyendo cuatro exposiciones iconográficas itinerantes dedicadas a la vida y obra de hombres y mujeres destacados en el proceso de Independencia de Colombia, como Policarpa Salavarrieta, Antonio Nariño, Francisco José de Caldas y Simón Bolívar. Plan Estratégico 2001-2010, una carta de navegación a diez años que establece unos claros derroteros de trabajo con miras a incrementar la calidad y variedad de los servicios y a mejorar atención al público, el apoyo a los museos regionales, y así mismo, un trabajo continuo y permanente en la investigación e interpretación de los procesos sociales y culturales colombianos. Retoma el programa Nuevos nombres del pasado, donde retoma obras de autores como Carolina Cárdenas Núñez.
Cuervo fue reemplazada en el Museo Nacional por María Victoria Robayo.

### Ministra de Cultura
El 3 de noviembre de 2005, Cuervo fue nombrada por el presidente Álvaro Uribe Vélez como viceministra de Cultura en reemplazo de Adriana Mejía Hernández. El 24 de enero de 2006 fue nombrada por el presidente Uribe como ministra de Cultura en reemplazo de María Consuelo Araújo, quien renunció para no inhabilitar a su hermano Álvaro Araújo Castro en su aspiración al Senado de la República.

## Honores
Entre las condecoraciones y órdenes que ha recibido se cuentan:
- La Gran Orden Ministerio de Cultura (15 de octubre de 2003)
- La Orden de la Legión de Honor (14 de julio del 2003)
- El premio Gonzalo Jiménez de Quesada de la Sociedad de Mejoras y Ornato de Bogotá (10 de agosto del 2000)
- La Orden al Mérito Cívico de la Ciudad Santa Fe de Bogotá en el Grado de Gran Cruz (8 de mayo del 2000)
- La Orden al Mérito Civil 'Simón Bolívar' en el grado de Comendador (1999) de la República de Bolivia
- Estrella Polar de Suecia (1994)
- Orden al mérito de la Universidad Sokka Gakkai del Japón (1993)
- Orden al mérito del Museo Fuji de Tokio (1993)
- Orden Antonio Nariño del Departamento de Cundinamarca (1976)
- Orden al Mérito Cívico de la Ciudad de Bogotá en el grado de Gran Oficial (1974).

| Predecesor: María Consuelo Araújo | Ministra de Cultura de Colombia 24 de enero de 2006 - 10 de mayo de 2007 | Sucesor: Paula Marcela Moreno |